# Cantonul Saint-Étienne-de-Lugdarès
Cantonul Saint-Étienne-de-Lugdarès este un canton din arondismentul Largentière, departamentul Ardèche, regiunea Rhône-Alpes, Franța.

## Comune
- Borne
- Cellier-du-Luc
- Laval-d'Aurelle
- Laveyrune
- Le Plagnal
- Saint-Alban-en-Montagne
- Saint-Étienne-de-Lugdarès (reședință)
- Saint-Laurent-les-Bains